# Фрідріх Дюрренматт
Фрідріх Дю́рренматт (нім. Friedrich Dürrenmatt; 5 січня 1921, Емменталь — 14 грудня 1990, Невшатель) — швейцарський романіст і драматург. Його романи і новели, філософські притчі та п'єси сповнені гротеску й фантастики. Парадоксальні за самою своєю суттю, вони не дають однозначних відповідей на одвічні питання, але змушують замислюватися про найголовніше.

## Біографія та творчий шлях
Фрідріх Дюрренматт народився 5 січня 1921 року в сім'ї протестантського священника у містечку Конольфінген. Здобув освіту в Цюрихському та Бернському університетах, де вивчав філософію й теологію, філологічні та природничі науки, займався живописом.
Літературний дебют Дюрренматта відбувся в роки Другої світової війни. Його перші п'єси «Адже сказано…» та «Сліпий» (написано 1947 p.) зорієнтовано на філософське осмислення протистояння абстрактних ідей і життєвої правди. За Дюрренматтом, людина — лише «жертва поточних світоглядів», а світові події — надто грандіозні, щоб вона могла брати участь у їх вирішенні. Такий філософський смисл алегорії, поданої в оповіданні «Тунель» (1952): його героєві — опасистому молодикові, що подорожує залізницею, — не вдалося ані відгородитися від світу, одягнувши окуляри і заткнувши вуха ватою, ані втрутитися в життя, зупинивши некерований поїзд, що мчить у безодню.
Майстер детективного жанру. В 1950-ті роки Дюрренматт створив низку кримінальних романів («Суддя та його кат», «Обіцянка» та ін.), що здобули йому славу майстра детективного жанру. Утім, кримінальну інтригу містять майже всі твори письменника. Однак, захопливі інтриги, аналітично точно й психологічно достеменно вибудовані розслідування та всі інші обов'язкові аксесуари жанру Дюрренматт підпорядковує не розважальності, а прагненню докопатися до таємниці, глибинних причин і наслідків. Разом зі своїми детективами Барлахом і Матеї письменник шукає не стільки злочинця, скільки значення й прихований механізм ситуації, яку провокує, переважно, несподіваний та неймовірний випадок. Всесильна гра випадку править всесвітом і уявляється Дюрренматтові закономірністю життя. Випадок, розвага, гра становлять головну колізію новели «Аварія» (1956). Із задоволенням приймаючи правила гри, на «лаву підсудних» за щедро накритим столом сідає Альфредо Трапе — успішний обиватель, цілком задоволений собою і світом. Проте, коли під час «судового розгляду» з'ясовують, що совість Трапса цілком могла би бути обтяжена виною і навіть убивством, «підсудний» поступово починає приймати гру всерйоз. У розпал «процесу», під вагою начебто скоєного вбивства, він не без утіхи побачив у собі самовпевненого цинічного супермена, який переступає норми моралі й здатний вирішувати чужі долі. Після вечірки Трапса відпроваджують до «кімнати ув'язнених» (гра триває), де він виконує винесений йому смертний вирок. Гра закінчується всерйоз, натомість автор залишається іронічним.
«Гостина старої дами». Дюрренматт — іронічний і серйозний водночас. Віддаючи безумовну перевагу жанрові комедії, він писав: «Лише в драматичній формі комедії можна втілити сьогоднішню трагедію». П'єсі «Гостина старої дами» (1956) Дюренмат дав жанрове визначення «трагічної комедії». Визнана одним з найліпших творів драматурга, вона є своєрідним підсумком спостережень письменника над суспільною психологією. Увага драматурга зосереджується на реакціях і вчинках, які лише позірно можуть здатися незвичайними чи неймовірними: неправдоподібність у Дюрренматта — гіпербола правдоподібності. Гротеск, фантастика, парадокси п'єси «Візит старої дами» й інших комедій лише підкреслюють буденність зла, зиску, безчестя, на які легко піддається людина. Правда в п'єсі жорстока й нещадна, однак лише таким може бути дієве попередження людству, що забуває про справедливість.
«Фізики». «Нейтральний» Дюрренматт, що відмовляється давати остаточні формулювання, все ж попереджує й вимагає — не в риторичних висловлюваннях, а всім ладом своєї творчості. Саме так сприймається комедія «Фізики» (1962), яка обійшла сцени багатьох країн світу. Дія п'єси скріплюється детективним сюжетом — трикратним убивством медсестер психіатричної клініки пацієнтами-фізиками «Ейнштейном», «Ньютоном» та Мебіусом. Божевілля Мебіуса — маска, яку він одягає, усвідомивши згубні для людства наслідки своїх відкриттів. «Або ми залишимося в божевільні, або збожеволіє світ. Або ми назавжди зникнемо з пам'яті людства, або зникне саме людство». І все ж «Фізики» — це фарс, що вривається у трагедію. Клініка, де мав надію сховатися Мебіус, виявляється частиною могутнього концерну, а доктор Цанд, яка його очолює, володіє всіма науковими працями фізика. В її руках — доля не лише самого Мебіуса, а й усього людства. У тезах до п'єси Дюрренматт писав: «Будь-яка спроба одинака вирішити для себе те, що стосується всіх, приречена на крах», — чи не тому й трагедія обертається фарсом? Чи не тому «Фізики», за визначенням драматурга, — «пародія на трагедію»? Так у сферу пародії потрапив і «трагічний жест» Мебіуса.
«Історія додумана до кінця, коли вона набуває найгіршого з усіх можливих повороту», — вважає Дюрренматт. Такою «додуманою» до післяядерної реальності історією майже повністю знищеного людства є фантастична повість «Зимова війна в Тибеті» (1981), у якій письменник створив апокаліптичну картину майбутнього.
Один з останніх творів Дюрренматта — новела «Доручення, чи Про спостереження за тим, хто спостерігає за спостерігачами» (1986) — доповнює це апокаліптичне полотно. Гранично чітка, «класична» побудова новели (вона складається з 24 розділів-речень) контрастно підкреслює хаос життя й незворотну руйнацію причиново-наслідкових зв'язків. Слідом за данським філософом С. К'єркегором, якого цитують в епіграфі до новели, Дюрренматт запитує: «Що гряде? Чим обернеться майбутнє? Я не знаю цього, не маю з цього приводу жодних передчуттів…» Питання про Істину, що постійно виникає на сторінках книг Дюрренматта, не отримує однозначної відповіді. У всьому займаючи демонстративно нейтральну позицію, письменник не лише уникав однозначних рішень, але й заявляв, що не вважає себе «зобов'язаним розгадувати світові загадки». І все ж — а, радше, саме тому — в пошуках Істини ми знову й знову звертаємося до Дюрренматта.
Помер 14 грудня 1990 року в м. Невшатель.

## Нагороди
- Премія Шиллера (1960)

## Українські переклади
Журнальні
- Фрідріх Дюрренматт. «Страніцкі і національний герой» // Всесвіт. — 1961. — № 9;
- Фрідріх Дюрренматт. «Правосуддя»: Роман/Пер. з нім. О. Логвиненко//Всесвіт.– 1987.– № 9. — С. 2-78.
- Фрідріх Дюрренматт. «Мінотавр» // Всесвіт. — 1994. — № 2.
- Фрідріх Дюрренматт. «Старий»: Оповідання / Пер. з нім. В. Коломієць // Всесвіт. — 2002. — № 1-2. — С. 120—131.

Книжкові
- Фрідріх Дюрренматт. «Суддя та його кат»: повісті[7] / Пер. з нім. Катерина Гловацька. — Київ: Дніпро, 1970. — 208 с.: іл.
  - (передрук) Фрідріх Дюрренматт. «Суддя та його кат».[8] Пер. з англ.: Катерина Гловацька, Віктор Ревуха, та Олекса Логвиненко. Київ: Дніпро, 1989. — 591 с.: іл.;
- Фрідріх Дюрренматт. «Гостина старої дами»: Трагічна комедія / Пер. з нім. В.Вовк. — Мюнхен: Сучасність, 1974. — 106 с.
- Фрідріх Дюрренматт. «Суддя і його кат»: Повісті, п'єси, роман. Пер.з нім.: Н. В. Сняданко, О. П. Логвиненко. Х. : Фоліо, 2006. — 623с. — (Бібліотека світової літератури). ISBN 9660335865.
  - (передрук) Фрідріх Дюрренматт. Суддя та його кат ; пер. з нім. Н. Сняданко. — Львів : Видавництво Старого Лева, 2017. —  112 с. — ISBN 978-617-679-385-4[9].

## Екранізація творів
- Фільм «Це сталося серед білого дня», 1958 р., реж. Ладіслао Вайда (Швейцарія, Західна Германія, Іспанія).
- Фільм «Візит», 1964 р., реж. Бернхард Вікі (США, Германія, Франція, Італія).
- Фільм «Грек шукає гречанку», 1966 р., реж. Рольф Тіле (Германія).
- За його повістю «Підозра» В. Левін створив фільм «Остання справа комісара Берлаха» (1971).
- Фільм «Візит дами» Михайла Козакова 1989 р. (у ролях Катерина Васильєва, Валентин Гафт, Світлана Немоляєва.
- Фільм «Аварія» Вітаутаса Жалакявічуса, 1974 рік (Регімантас Адомайтіс, Ростислав Плятт, Юрі Ярвет).
- Фільм «Фізики», 1988 рік (Борис Плотников, Леонід Бронєвой).
- Фільм  «Справедливість», 1993 р., реж. Ганс В. Гайссендерфер (Германія).